# Echinocereus poselgeri
Echinocereus poselgeri là một loài thực vật có hoa trong họ Cactaceae. Loài này được Lem. mô tả khoa học đầu tiên năm 1868.

## Hình ảnh

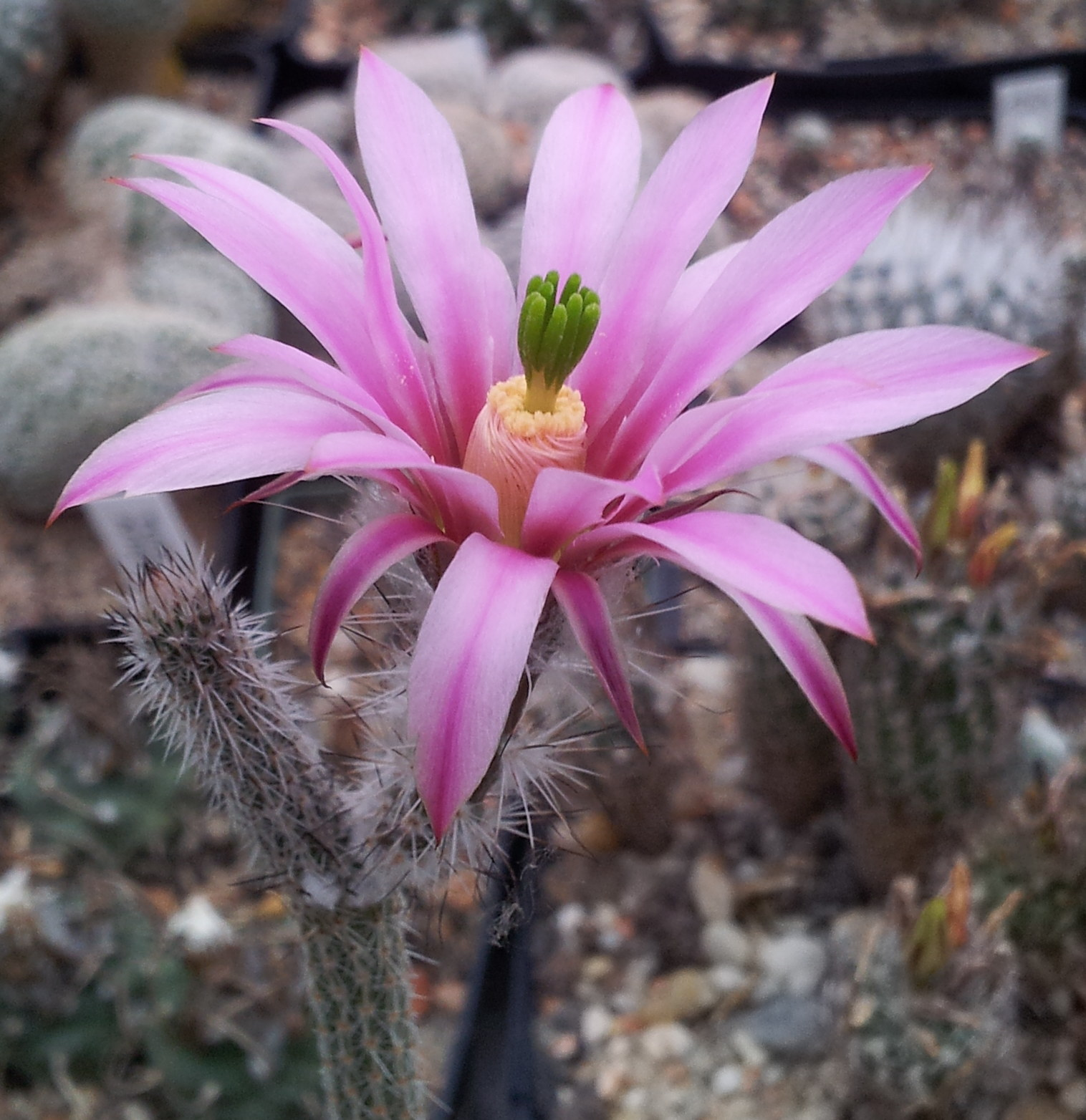